# Necropoli di Moseddu
La necropoli di Moseddu è un sito archeologico situato alle pendici dell'antico vulcano di monte Cuccuruddu, nella regione storica del Meilogu, Sardegna nord occidentale. Appartiene amministrativamente al comune di Cheremule, centro abitato nella città metropolitana di Sassari, da cui dista circa due chilometri.

## Descrizione
La necropoli è situata su un ampio affioramento calcareo e risulta piuttosto degradata a causa dello sfaldamento naturale tipico di quel genere di roccia. È formata da diciotto tombe ipogeiche del tipo a domus de janas con sviluppo planimetrico semplice, mono o bicellulare. Alcune sono interessate dalla presenza di elementi architettonici quali architravi, stipiti, gradini e cornici, scolpiti a bassorilievo nella roccia.
La necropoli, segnalata durante gli anni quaranta del secolo scorso dall'archeologo Antonio Taramelli, è cronologicamente collocabile nella cultura di Ozieri del Neolitico finale (3200-2800 a.C.).

## Elementi decorativi-cultuali

### Tomba Branca
La domus che riveste maggior interesse è la tomba Branca. Posta in posizione leggermente isolata rispetto agli altri ipogei della necropoli, è formata da un'ampia camera a pianta rettangolare, con misure 3,10 x 5 m, alla quale si accede superando un breve dromos.
La peculiarità della tomba è data dalla presenza di una ventina di petroglifi, alcuni alti quasi 30 cm, incisi con la tecnica della martellina sui lati destro e sinistro del dromos e ai bordi del portello d'ingresso. Si tratta di figure antropomorfe particolarmente stilizzate, con corpo filiforme e testa rappresentata da un cerchio, talune con le braccia rivolte verso l'alto. La disposizione di alcune figure con gli avambracci alzati porta a suggerire lo svolgimento di un ballo, mentre una figura capovolta potrebbe essere la raffigurazione del defunto.
Identiche rappresentazioni sono riscontrabili anche nella tomba della Cava, così chiamata per la sua vicinanza ad una cava di pietra, peraltro risalente ad epoca romana.

## Galleria d'immagini

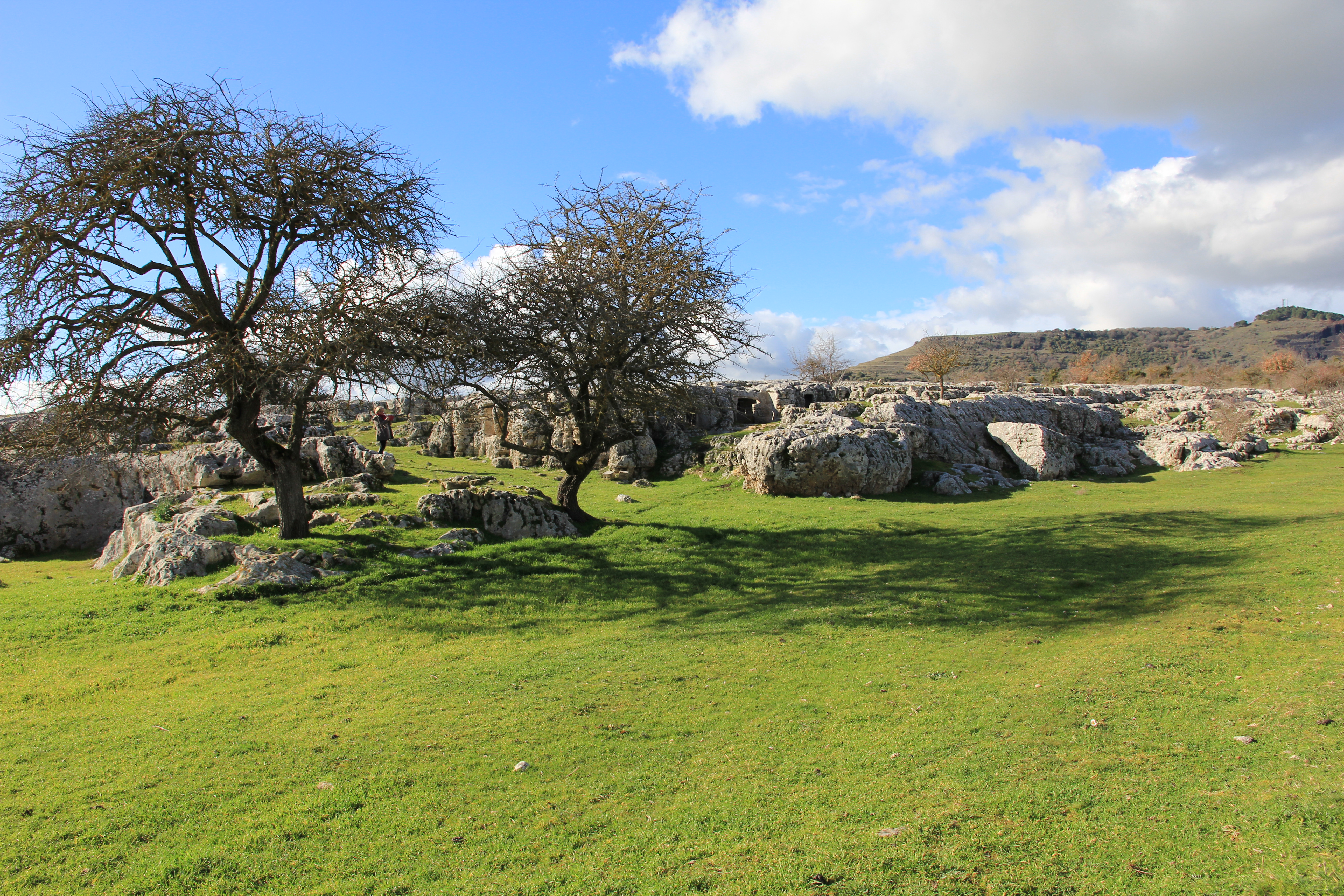
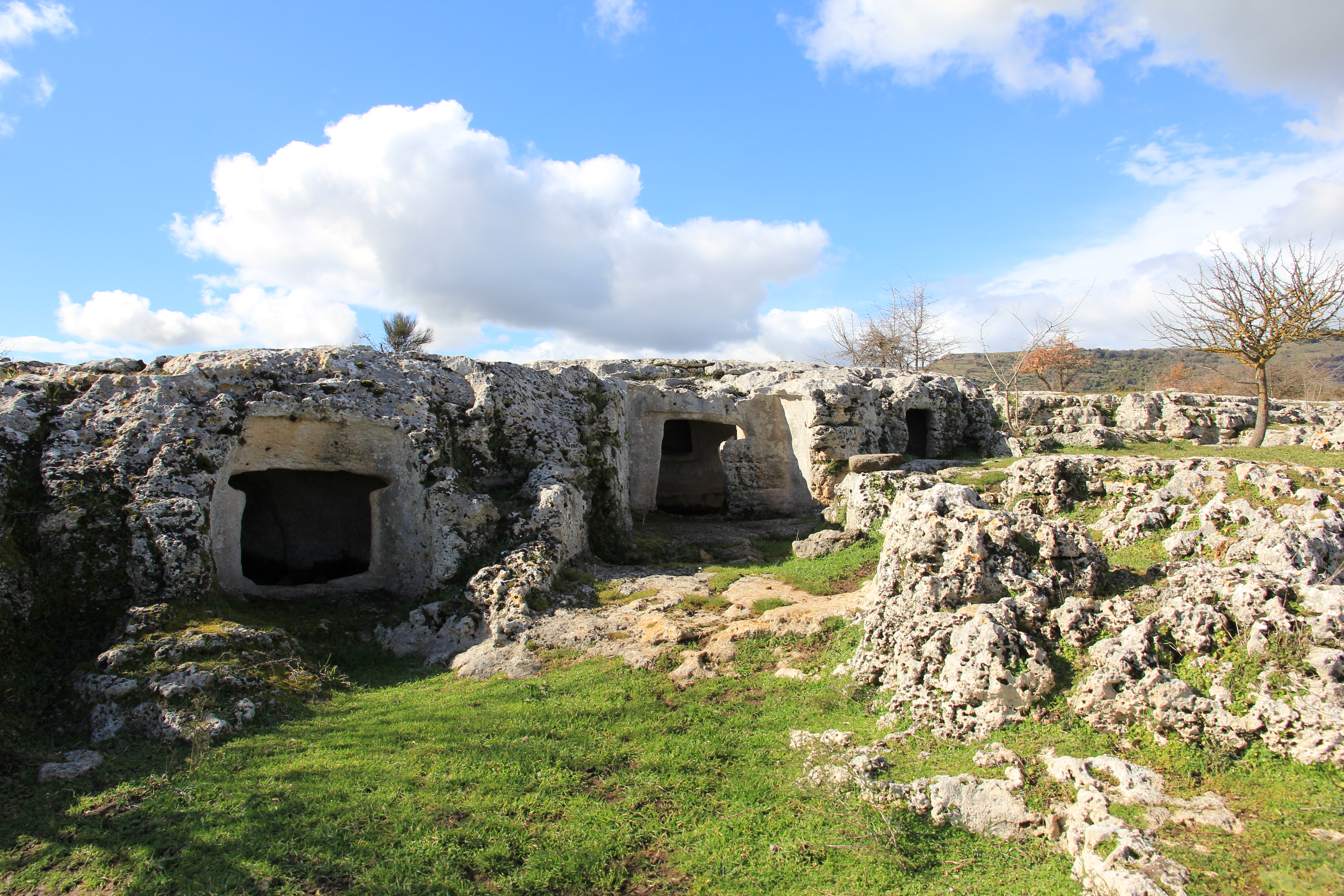
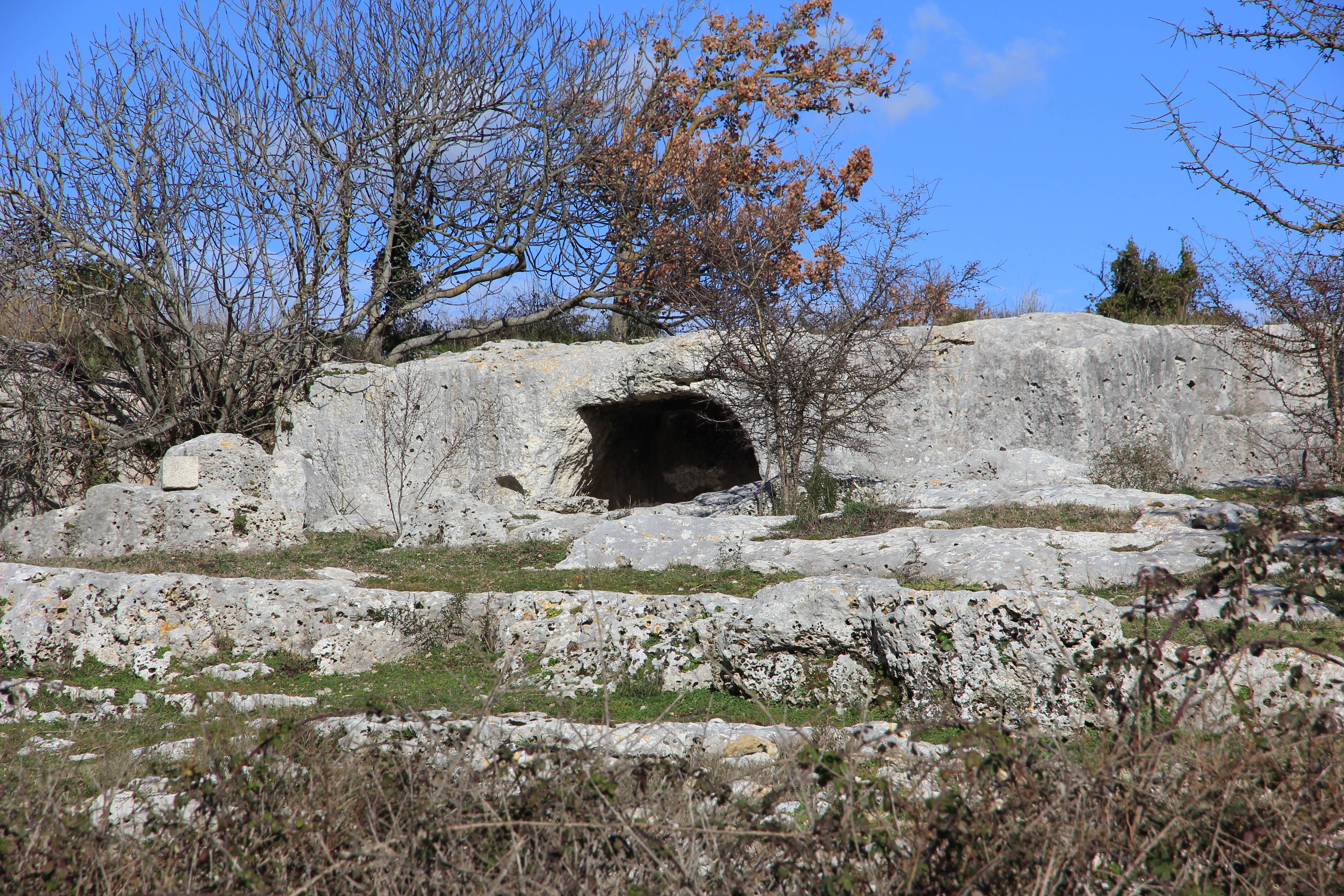
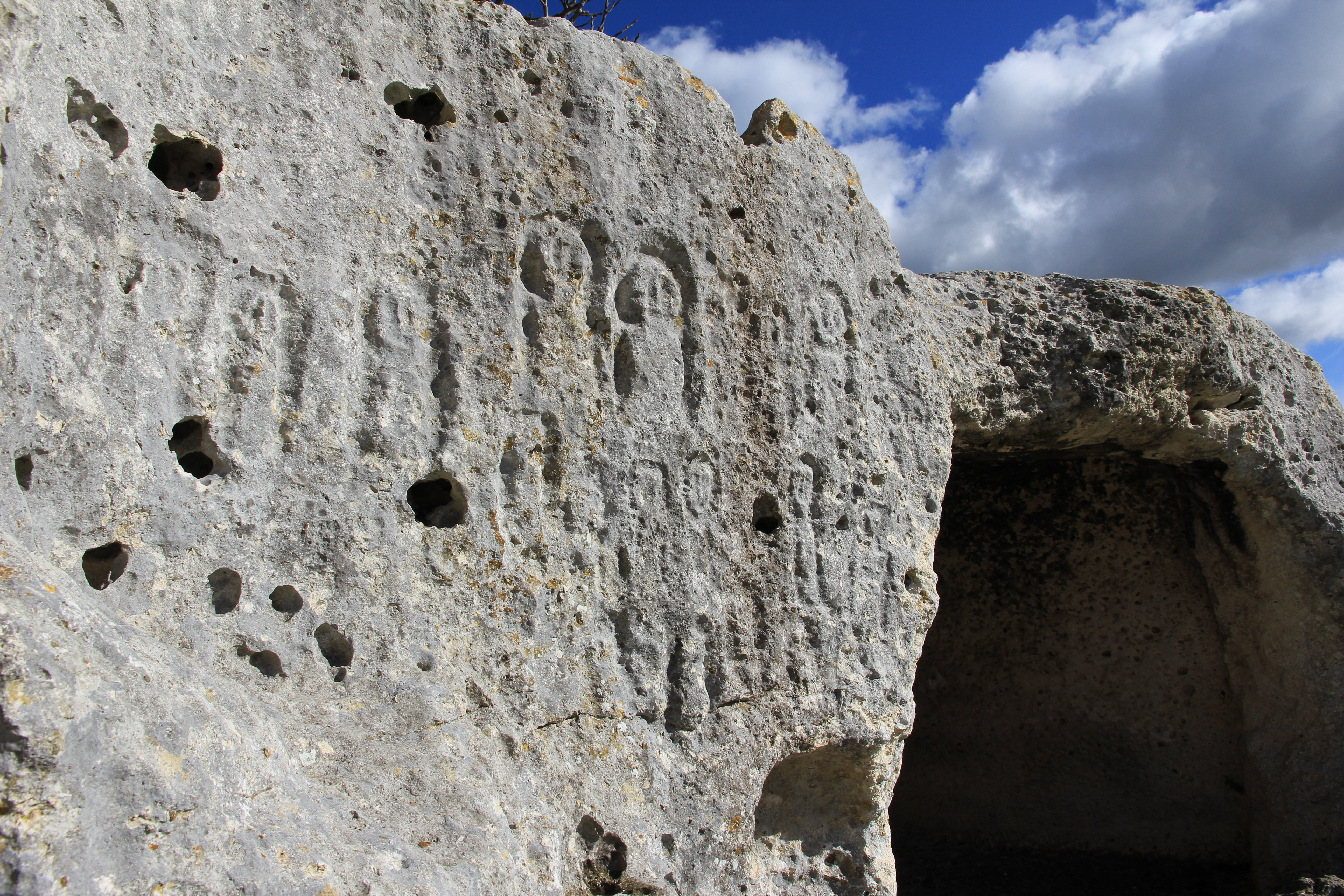